# Jan Böhm

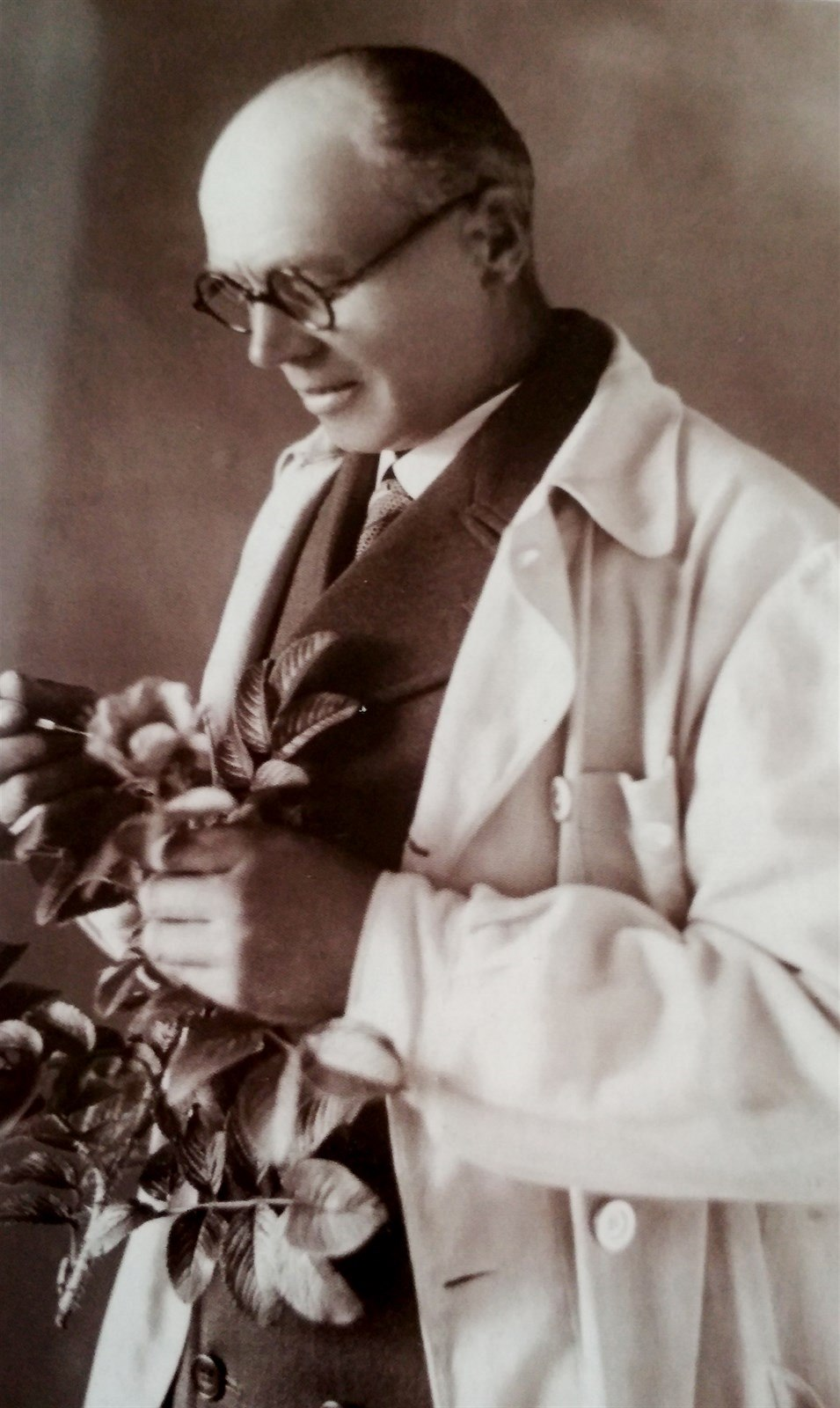
Jan Böhm

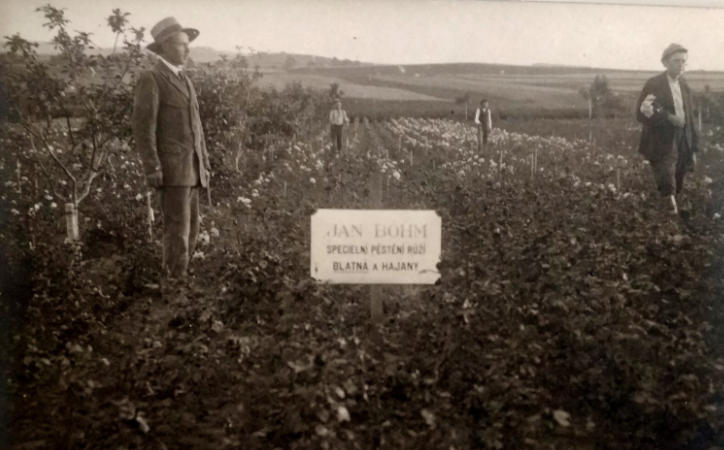
Rosenzucht von Jan Böhm in Blatná in den 1920er Jahren

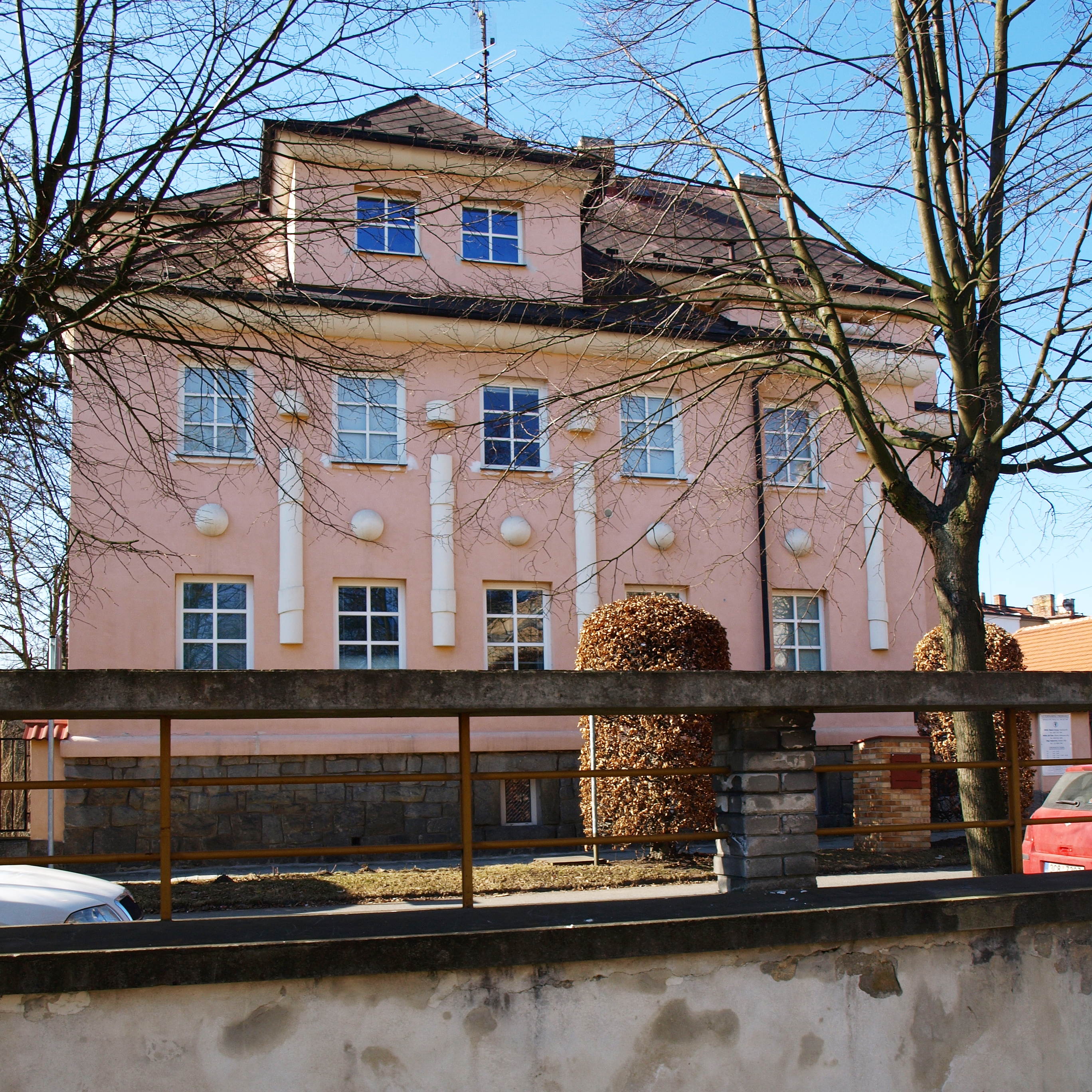
Böhm-Villa in Blatná

Jan Böhm (* 25. November 1888 in Prag-Vinohrady; † 4. April 1959 in Blatná) war einer der renommiertesten tschechoslowakischer Rosenzüchter.

## Leben
Nach Abschluss der allgemeinbildenden Schule in Prag-Vršovice begann Jan (Hans) Böhm bei seinem Vater Jan Nepomuk eine Gärtnerlehre. Er unternahm anschließend eine dreijährige Studienreise zu Gartenbaubetrieben nach Dresden, Frankreich und Luxemburg. Nach seiner Rückkehr hatte Jan Böhm die Absicht, eine eigene Gärtnerei zu eröffnen; der Ausbruch des Ersten Weltkrieges verhinderten jedoch diese Pläne. Er wurde im Juli 1914 zum österreichischen Militärdienst zunächst an die russische, später an die italienische Front eingezogen, wo er verwundet wurde.
Nach Ende des Krieges erhielt Jan Böhm von seinem Vater ein zwei Hektar großes Grundstück in Blatná. Hier begann er mit zwei Helfern das Land zu bearbeiten und 5.000 Rosen anzupflanzen, obwohl sich die Gegend eigentlich weder klimatisch noch vom Boden her für die Rosenzucht eignete. 1919 heiratete er Marie Maříková.
In den 1920er Jahren expandierte er schnell und bewirtschaftete mit 16 Angestellten eine Fläche von sieben Hektar. 1923 züchtete Jan Böhm seine erste Rose, die er nach seiner erstgeborenen Tochter 'Máňa Böhmova'. Er begann seine Rosen mit Postkarten und Katalogen im In- und Ausland zu bewerben und exportierte seit Mitte der 1920er Jahre Rosen ins europäische Ausland, Indien, Japan, China, Ägypten und in die Vereinigten Staaten.
1928 verlegte er den Firmensitz in seine Privatvilla in Blatná. Der Gartenbaubetrieb florierte und beschäftigte  70 Arbeiter auf den Rosenplantagen und 11 Büroangestellte. Der Rosenbaubetrieb von Jan Böhm entwickelte sich durch Investitionen in die Technik zum modernsten und renommiertesten in der Tschechoslowakei. Er kultivierte Anfang der 1930er Jahre Rosen auf mehr als 30 Hektar Fläche. Er verkaufte jährlich mehr als 200.000 Setzlinge, darunter die erste blaue Rose der Welt, die 1932 auf den Markt gebracht wurde. Der Rosenzüchter veranstaltete alljährlich Rosenfeste und Tage der offenen Tür, zu denen bis zu 25.000 Besucher, u. a. auch der damalige Außenminister Edvard Beneš, kamen. Jan Böhm stand in engem Kontakt mit zahlreichen europäischen Rosenzüchtern und Botanikern, unter anderem Iwan Wladimirowitsch Mitschurin. Ende der 1930er Jahre plante der Rosenzüchter den Bau eines Rosariums mit Gewächshäusern und einem Rosenmuseum in Blatná. Das Vorhaben wurde durch den Ausbruch des Zweiten Weltkrieges vereitelt.
Während des Krieges ruhte die Rosenzucht und der Verkauf von Rosen in Blatná. Böhm baute auf seinen Plantagen nun Obst, Beeren, Getreide und Kartoffeln an. Um die Bevölkerung mit Vitamin C zu versorgen, züchtete Jan Böhm essbare Hagebutten. Nach dem Kriegsende wurde die Rosenzucht in Blatná wieder belebt. Neben Rosen züchtete Böhm auch Dahlien und Zierbäume.  Bevor sich der Rosenzuchtbetrieb von den Kriegsfolgen erholen konnte, wurde der Rosenzuchtbetrieb von Jan Böhm 1950 verstaatlicht und in das kommunale Unternehmen Lidoslužby města Blatné überführt.
Jan Böhm arbeitete im Ruhestand nur noch selten und züchtete 1956 seine letzte Rose, den Rambler 'Hold Slunci'. Er starb 1959 in Blatná.
1989 wurde der Rosenanbau in Blatná eingestellt. Heute werden die in den letzten Jahrzehnten in Vergessenheit geratenen Rosenzüchtungen von Jan Böhm von dem tschechischen Gärtner Miloslav Šíp im nahe gelegenen Skaličany gesammelt und wieder zum Verkauf angeboten. Die größte Sammlung von Böhm-Rosen befindet sich im Europa-Rosarium in Sangerhausen.
Jan Böhm war Mitglied zahlreicher Rosengesellschaften in Europa und den Vereinigten Staaten, Jury-Mitglied bei zahlreichen Rosenausstellungen und Gutachter bei Patentanmeldungen. Er veröffentlichte zahlreiche Fachbeiträge in Rosenzeitschriften.
1987 wurde nach einem Entwurf von Jan Rampich auf dem Koubek-Platz in Blatná ein Denkmal in Form von steinernen Rosen zur Erinnerung an Jan Böhm errichtet.

## Rosenzüchtungen (Auswahl)

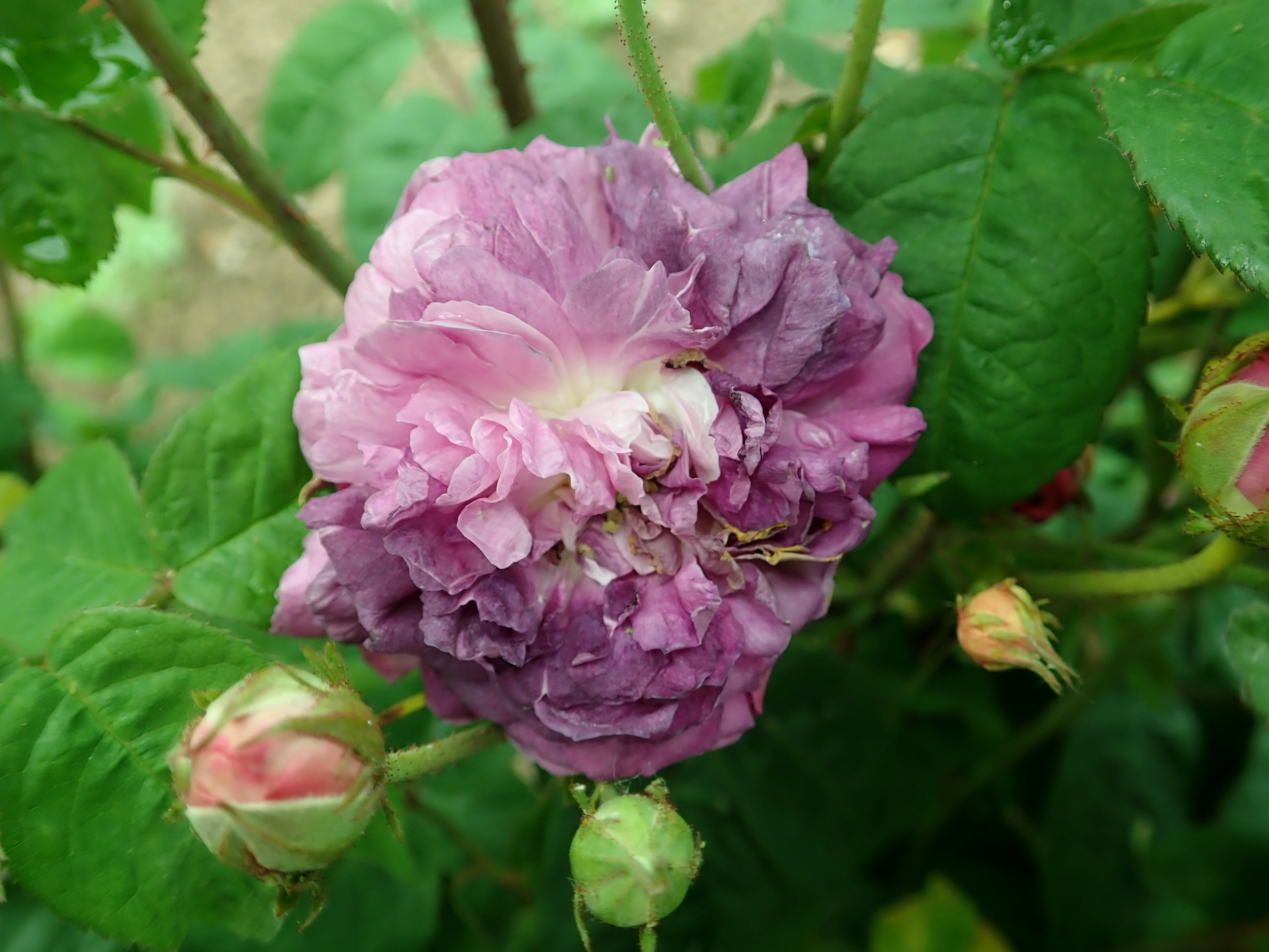
Rose 'Böhmova Azurová' im Europa-Rosarium Sangerhausen

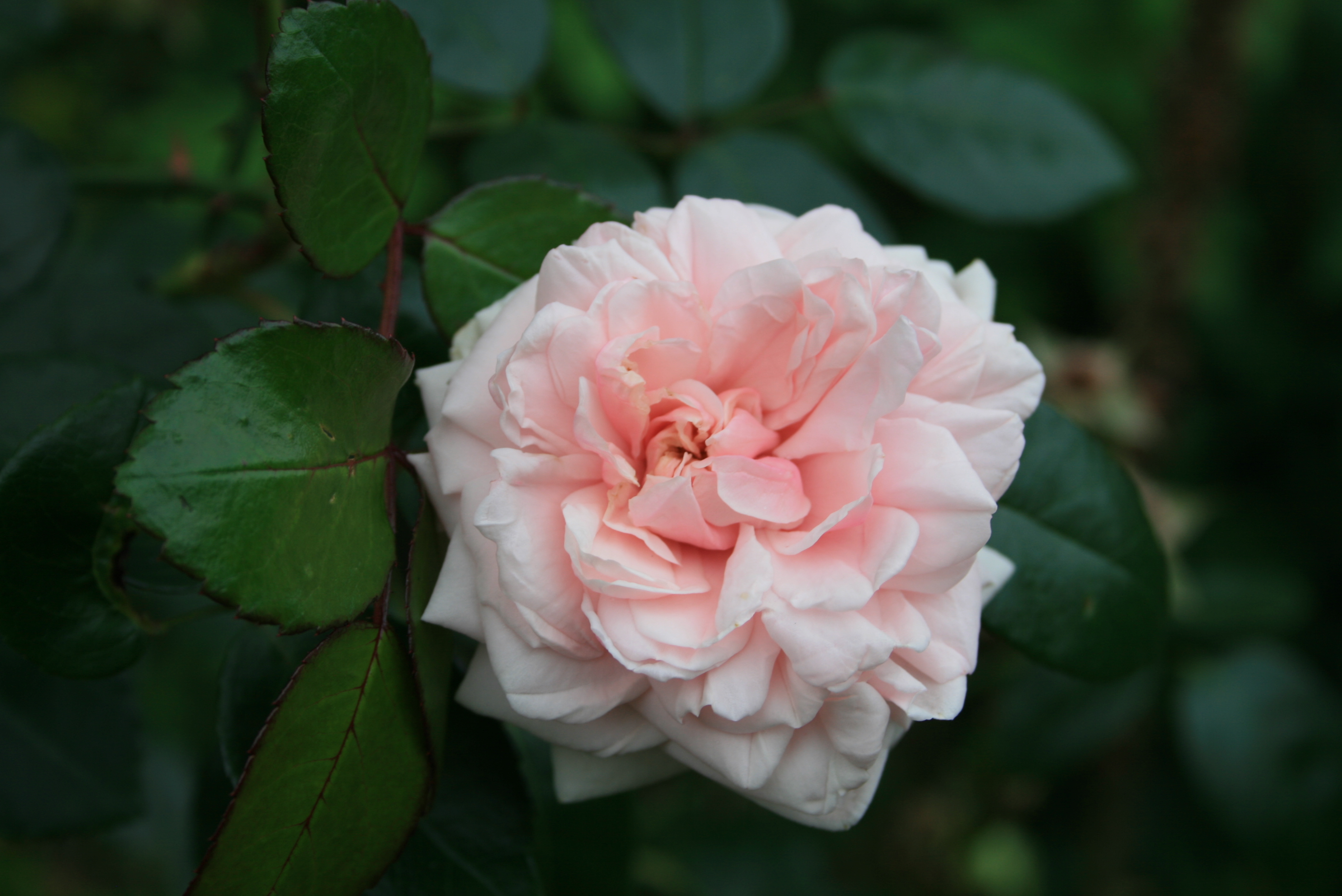
Rosa 'Awakening'

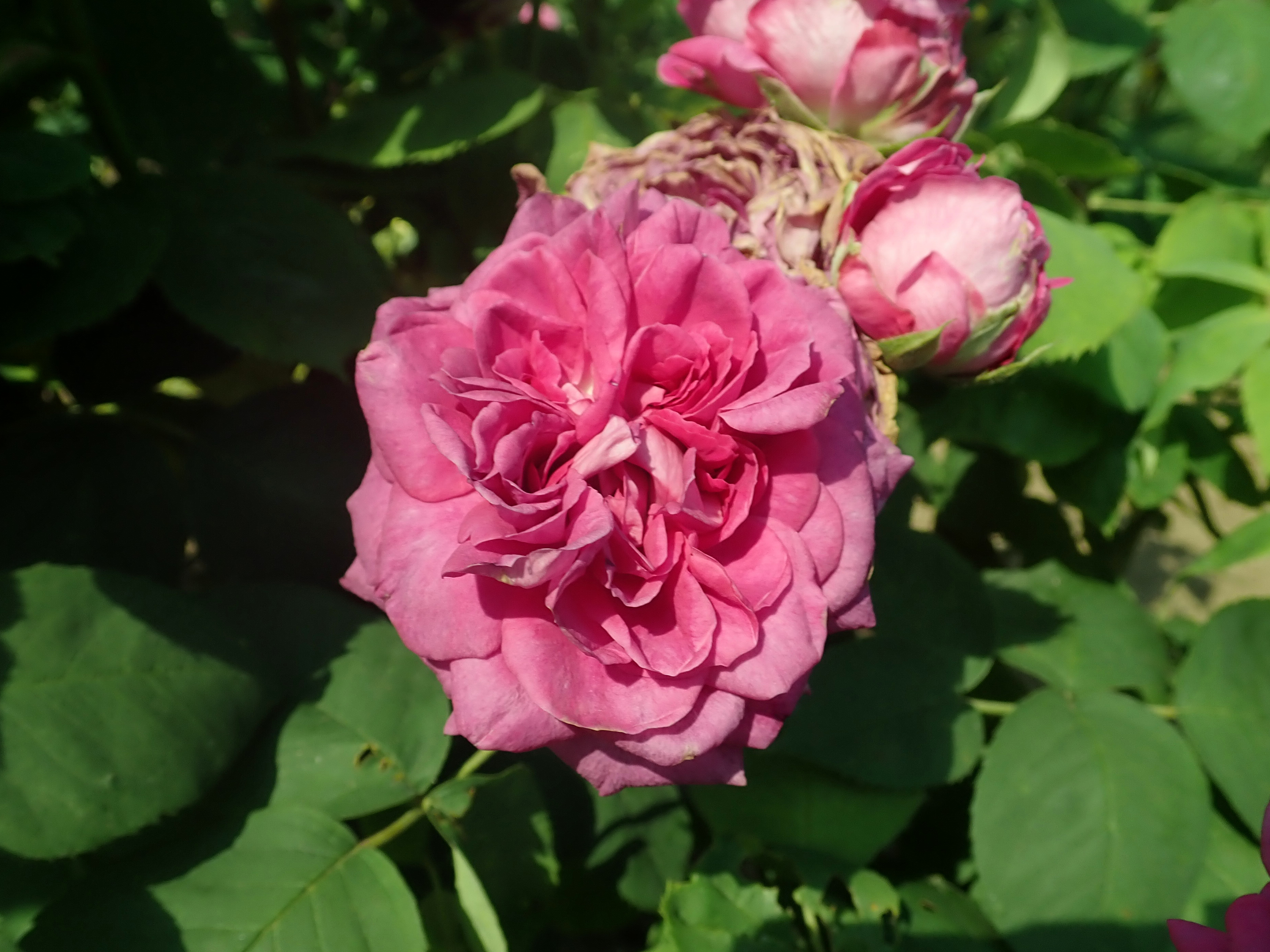
Rosa 'General Stefanik' im Europa-Rosarium

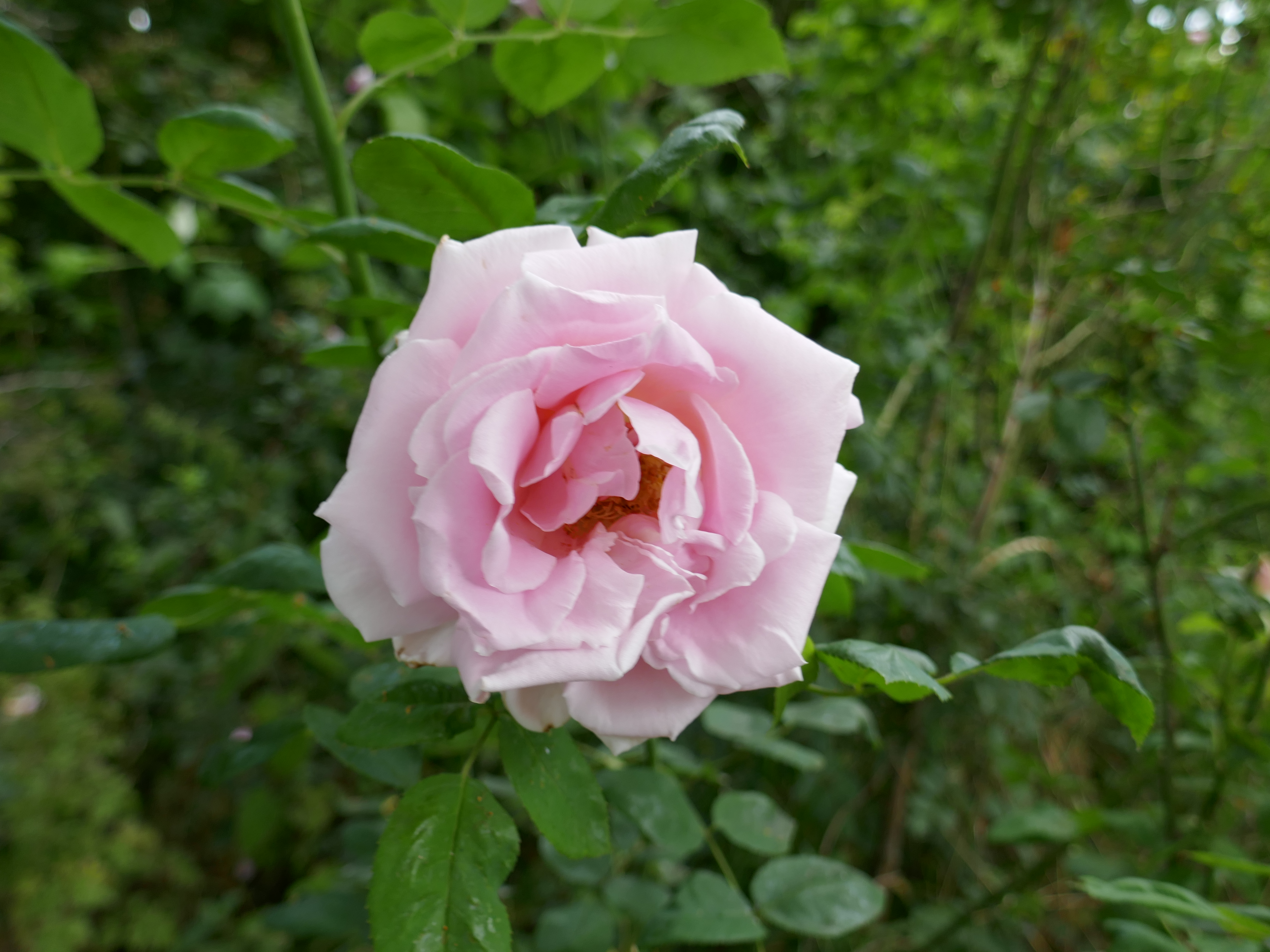
Rosa 'Dr. Masaryk' am Rosenhang-Karben

Im Laufe ihres Lebens züchtete und entdeckte Jan Böhm über 140 Rosensorten. Etliche Züchtungen wurden auf nationalen und internationalen Rosenausstellungen vorgestellt. Insgesamt wurden seine Rosenzüchtungen mit 14 Goldmedaillen ausgezeichnet, u. a. 1933 mit der Großen Medaille der Stadt Paris und der Goldmedaille auf der Internationalen Rosenausstellung in Frankreich. Er gab seinen Rosen häufig heimatverbundene und patriotische Namen. Zahlreiche Züchtungen wurden nach bekannten Persönlichkeiten Böhmens und der Tschechoslowakei benannt, u. a. Bedřich Smetana, Antonín Dvořák, Tomáš Masaryk, Edvard Beneš Jan Hus, Božena Němcová, Tomáš Baťa oder Lída Baarová. Zur Beerdigung von Tomáš Masaryk schickte der renommierte Rosenzüchter 25.000 Rosen für den Trauerschmuck nach Prag.
Zu den erfolgreichsten Rosen von Jan Böhm zählen:
- 'Blatná', 1927, Teehybride, dunkelrot
- 'Jan Böhm', 1928, Teehybride, karminrot
- 'Bohemia', 1928, Teehybride, rosa
- 'Sláva Böhmova', 1930, Teehybride, lachsrot mit gelber Mitte
- 'Doctor Masaryk', 1930, Alte Rose, pink
- 'Božena Němcová', 1931, Teehybride, hellrosa
- 'Alois Jiráske', 1931, Teehybride, orangegelb
- 'Smetana', 1932, Polyantha-Rose, rot
- 'Tomáš Baťa', 1932, Alte Rose, dunkelrot
- 'Temno', 1933, Teehybride, dunkelrot
- 'Antonín Dvořák', 1933, Teehybride, orangepink
- 'Jan Hus', 1933, Teehybride, hellrosa
- 'Bedrich Smetana', 1933, Teehybride, weiß
- 'Stratosféra', 1934, Setigera-Hybride, karminrot
- 'Lída Baarová', 1934, Teehybride, lachsrot
- 'Böhmův Triumph', 1934, Teehybride, dunkelpink
- 'Čsl. Červený Kříž', 1934, Polyantha-Rose, dunkelrot mit weißer Mitte
- 'Böhmova Azurová', 1934, Alte Rose, pink-fliederfarben
- 'ČSR', 1934, Kletterrose, Gallica-Rose, hellrosa-dunkelrosa gestreift
- 'Kde Domov Muj', 1935, Multiflora Hybride, rosa mit weißer Mitte
- 'Böhmorose', 1935, Teehybride, karminpink
- 'Genius Mendel', 1935, Teehybride, pinkrot
- 'Böhm Junior', 1935, Teehybride, karminpink
- 'Böhms Climber', 1935, Kletterrose, rot
- 'Vltava', 1936,  Ramblerrose, violettrot
- 'Jugoslávie', 1936, Teehybride, hellgelb
- 'Mičurin', 1936, Wichuraiana-Hybride, dunkelrot
- 'Srdce Evropy', 1937, Wichuraiana-Hybride, rosa
- 'Dr. Karel Kramář', 1937, Teehybride, dunkelrot
- 'Tolstoi', 1938, Setigera-Hybride, pink
- 'Růže olivetská', 1938, Rambler, hellrosa
- 'Mír', 1946, Kletterrose, hellrosa
- 'Hold Slunci', 1956, Rambler, hellgelb